# Chrysocraspeda angulosa
Chrysocraspeda angulosa là một loài bướm đêm trong họ Geometridae.